# Красносільська сільська рада (Крижопільський район)
| Красносільська сільська рада — орган місцевого самоврядування у Крижопільському районі Вінницької області з адміністративним центром у с. Красносілка. Сільській раді підпорядковані населені пункти: - с. Красносілка - с-ще Вигода - с. Залісся - с. Зеленянка |

## Склад ради
Рада складається з 14 депутатів та голови.

## Керівний склад сільської ради
| ПІБ                           | Основні відомості                                                         | Дата обрання | Дата звільнення |
| ----------------------------- | ------------------------------------------------------------------------- | ------------ | --------------- |
| Чепелюк Валентина Павлівна    | Сільський голова, 1963 року народження, освіта, позапартійна              | 26.03.2006   | 31.10.2010      |
| Корчовий Олександр Васильович | Сільський голова, 1954 року народження, освіта вища, член Партії регіонів | 31.10.2010   |                 |

Примітка: таблиця складена за даними джерела